# Резня в Беэри
Резня в Беэри (ивр. הטבח בקיבוץ בארי‎) — массовое убийство и захват в заложники мирных граждан в израильском кибуце Беэри, сопровождавшееся случаями пыток и мародёрства, произошедшее 7 октября 2023 года, один из эпизодов вторжения ХАМАС в Израиль.
Утром праздника Симхат Тора, когда под прикрытием массового ракетного обстрела территории Израиля был прорван барьер между Газой и Израилем, более сотни боевиков терорристической группировки ХАМАС напали на кибуц Беэри. Во время резни были убиты по меньшей мере 130 человек, в том числе женщины, дети и месячные младенцы. Также были сожжены десятки домов. Множество людей было похищено и угнано в сектор Газа.
В боях за кибуц были убиты 108 боевиков. Другая палестинская группировка боевиков, ДФОП, заявила, что её боевики (Бригады национального сопротивления) тоже участвовали в боях против ЦАХАЛа в Беэри.

## Предыстория
Кибуц Беэри — это кибуц, основанный в 1946 году, расположенный недалеко от сектора Газы. До нападения в кибуце насчитывалось около тысячи человек.

## Ход событий

### Резня
Утром 7 октября 2023 года боевики начали ракетный обстрел кибуца. После прорыва барьера между Газой и Израилем они прибыли к воротам кибуца до 6:00 утра, и сначала перебили мирных жителей, ехавших на автомобиле. Около 108 боевиков проникли в кибуц на мотоциклах и других транспортных средствах, убили сотрудников службы безопасности на входе и начали ходить от дома к дому, расстреливая жителей. Вскоре другая палестинская террористическая организация, Демократический фронт освобождения Палестины, объявила, что её боевики (военное подразделение под названием «Бригады национального сопротивления») также сражаются в Беэри.
Террористы убили большую часть дежурного отряда кибуца, а позже также уничтожили первый отряд из бойцов 13-го батальона и офицеров израильской полиции, пришедших на защиту населённого пункта. После полного захвата кибуца террористы ХАМАСа ходили от дома к дому, пытаясь ворваться внутрь и захватить людей. Они стреляли по зданиям и поджигали их, чтобы заставить жильцов выйти, а затем расстреливали их, и таким образом убили более сотни местных жителей. Террористов сопровождала съёмочная группа и журналисты, которые задокументировали действия и назвали их «победой Палестины». В социальных сетях были опубликованы документальные видеоролики из кибуца, на которых видно, как террористы ХАМАСа ведут босых жителей по улице кибуца.
Террористы обходили кварталы, стреляли и бросали гранаты, убивали жителей каждого дома и поджигали некоторых с помощью коктейлей Молотова. Многие жители кибуца пытались спрятаться в убежищах, но боевики взрывали двери убежищ и убивали тех, кто находился внутри. У других мирных жителей боевики ХАМАСа связали руки за спиной и увели в сторону сектора Газа.

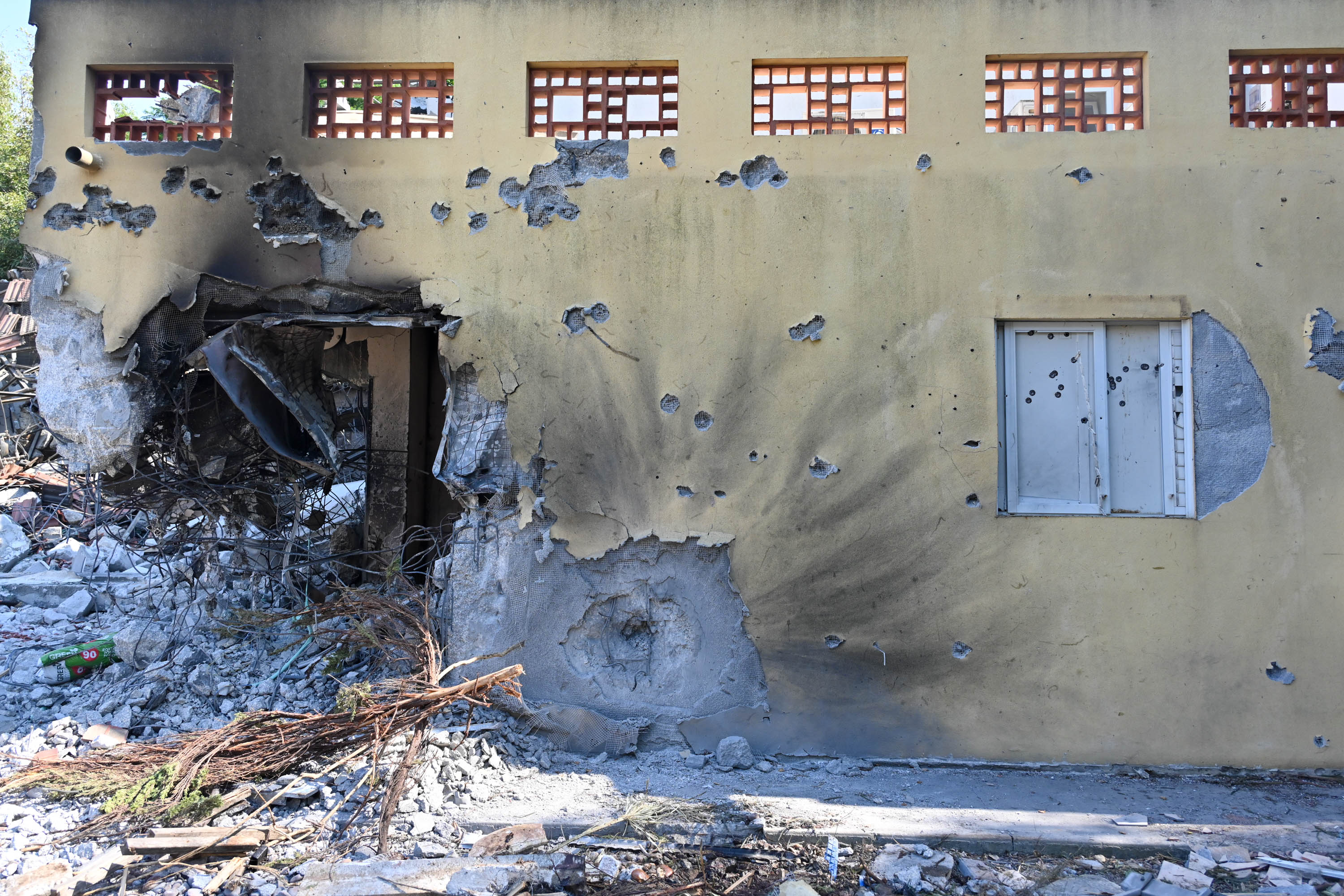
Последствия теракта 7 октября 2023 года в Беэри
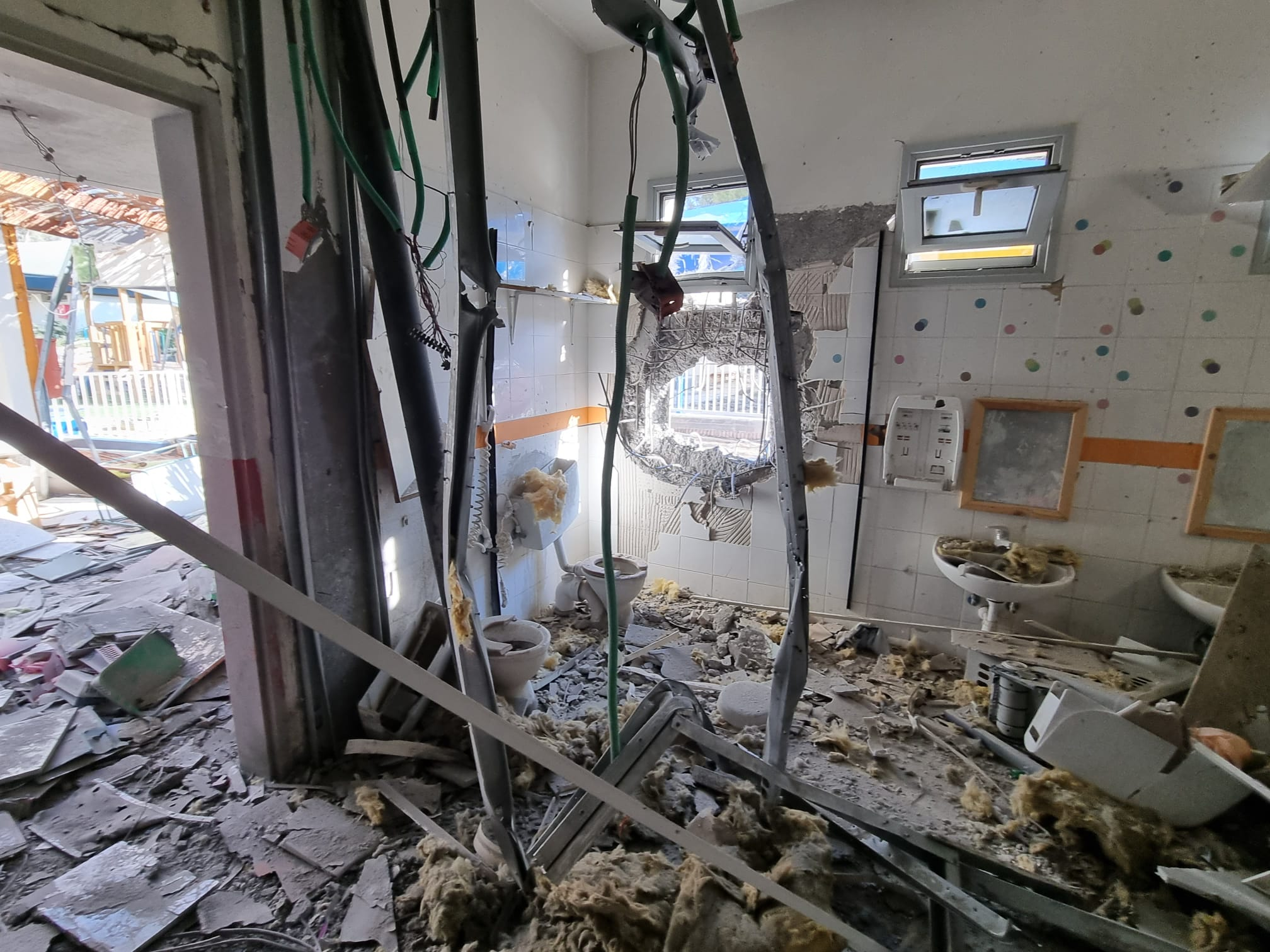
Детсад в Беэри после резни

### Изнасилования
Фельдшер из 669-го специального спасательного отряда сказал, что раньше он бывал на многих местах с ранеными, но насилие 7 октября превосходило всё, что он когда-либо видел. В кибуце Беэри он обошёл дом за домом в поисках кого-нибудь, кто ещё остался в живых после кровавой бойни, и нашёл в спальне тела двух девочек-подростков. Он сказал, что не сомневается, что одну из девочек-подростков изнасиловали, но не знает, умерла ли она перед насилием или после.

### Грабежи
Камеры наблюдения кибуца зафиксировали, как арабы-палестинцы, в том числе женщины, дети, инвалиды и пожилые люди, совершали набеги на кибуц утром 7 октября и забирали всё, что могли утащить, например, велосипеды, телевизоры и другие предметы, и даже пытались угнать трактор из кибуца.

### Бой и освобождение кибуца
Через два часа после начала резни двадцать бойцов из подразделения израильских ВВС «Шальдаг» прибыли на вертолёте в кибуц Беэри, но они не смогли дать отпор превосходящим силам боевиков. Пятеро были убиты и один ранен террористами за очень короткое время, многие из них возле жёлтых ворот кибуца. Выжившие лётчики были вынуждены отступить и найти другие жилые районы с меньшим сопротивлением. Израильский вертолёт Sikorsky CH-53 Sea Stallion был уничтожен на земле ХАМАСовцами через несколько часов после нападения на кибуц Беэри.

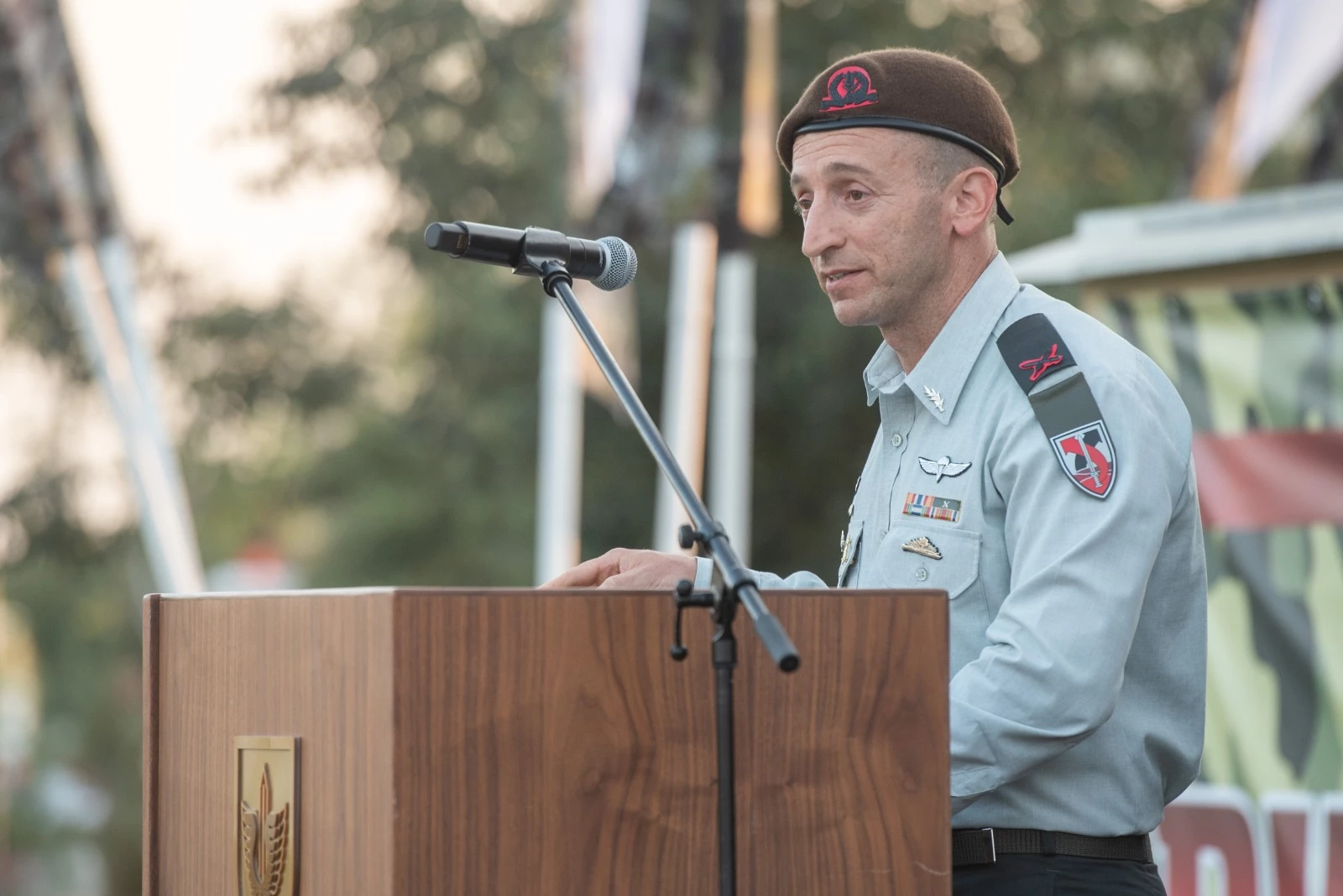
Барак Хирам

После 11:00 в кибуц прибыли войска из различных подразделений (Шайетет 13, отряд ЛОТАР, ЯМАМ, 890-й батальон, Сайерет Маткаль, отряд тюремной службы, Сайерет Харув и другие) под командованием бригадного генерала Барака Хирама. В первые дни после резни сообщалось, что часть боевиков ХАМАС, взяв в заложники до 50 человек, забаррикадировались в столовой в Беэри; после ожесточённых боев, примерно через 18 часов после начала боевых действий, Армия обороны Израиля объявила об освобождении заложников в Беэри; позднее была опубликована информация о том, что заложников было 15, и только двое из них остались в живых.
Только к вечеру 8 октября АОИ установила контроль над территорией кибуца, при этом зачистка кибуца от боевиков продолжалась до полудня 9 октября.
Капитан (в отставке) Эльханан Меир Клеманзон самостоятельно прибыл из Отниэля в Беэри и вместе с братом и племянником за 15 часов спас более 100 жителей кибуца. Ближе к концу операции он погиб от пули террористов. В этом же бою погиб и подполковник Эли Гинзберг, который был командиром подразделения ЛОТАР.
Кибуц, помимо многочисленных человеческих жертв, понёс тяжёлые материальные потери, превратившись в руины; он был полностью разрушен.
9 октября служба ЗАКА («опознание жертв катастроф») вывезла из кибуца тела 108 жителей Беэри
12 октября пресс-секретарь ЦАХАЛа подтвердил, что боевики ХАМАС, в том числе, убивали детей. В частности, он заявил:
Я думаю, теперь мы можем с относительной уверенностью сказать, что это то, что сделал ХАМАС… Повсюду были разбросаны изуродованные тела.
Очевидцы также назвали устроенную резню «погромом», совершённым хамасовскими террористами.

## Жертвы резни

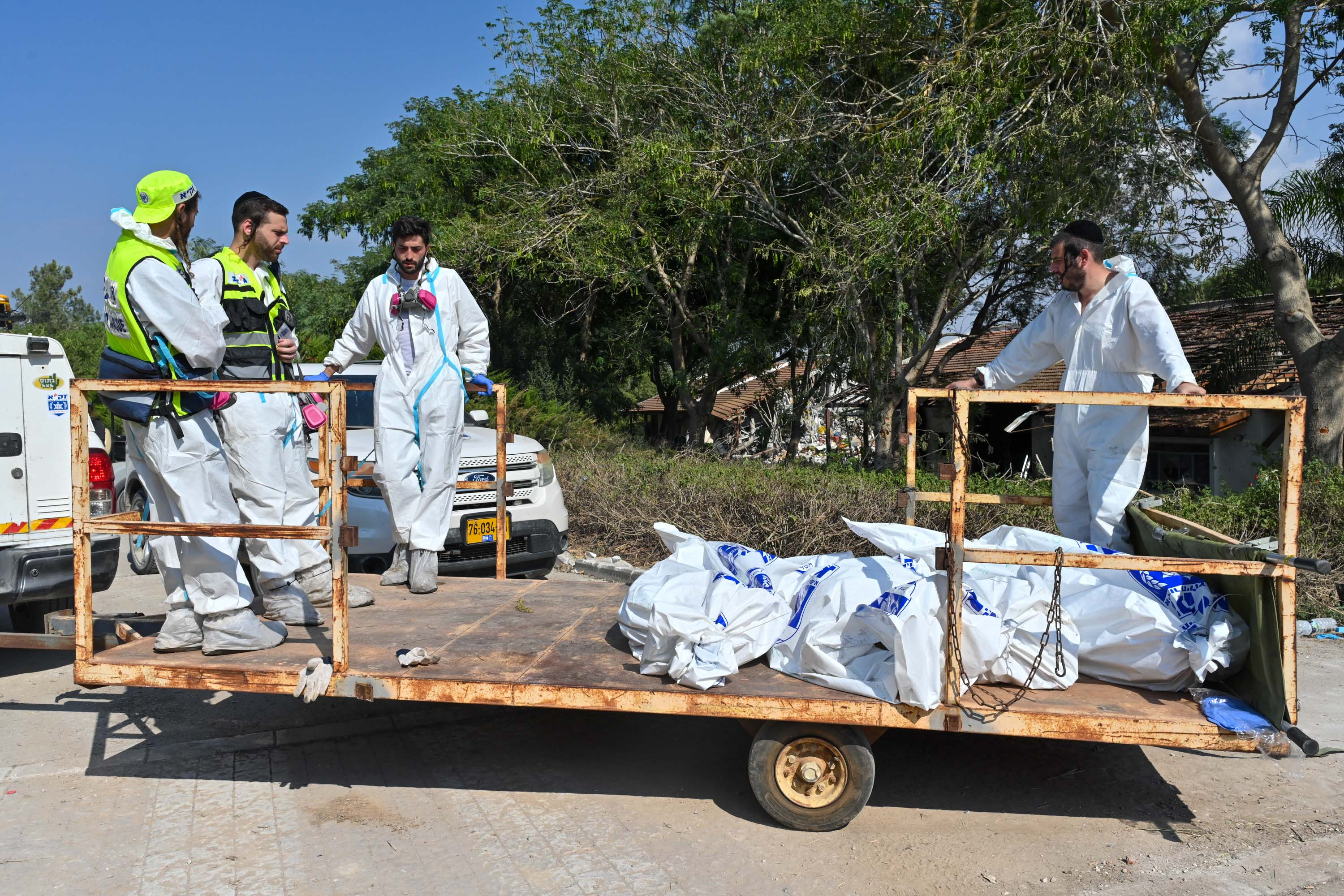
Тела жертв резни в Беэри

Во время резни были убиты по меньшей мере 130 человек, в том числе женщины, дети и месячные младенцы. Также были сожжены десятки домов.
По свидетельствам сил ЗАКА, большинство убийств было совершено путём расстрела и сожжения живых людей. Многие тела погибших были изуродованы, есть описания обезглавливания, перерезания горла и сожжения тел.
Йосси Ландау, региональный руководитель гуманитарной организации ЗАКА, заявил Sky News, что около 80 % тел в Беэри и Кфар-Азе имели следы пыток, и что он обнаружил «две кучки по десять детей в каждой, привязанных спина к спине и сожжённых заживо» в Беэри.
Лианна Шараби была убита, обнимая двух своих дочерей Яхель 13-ти лет и Ною 16-ти лет.

### Эмили Хэнд
11 октября 2023 года появилось сообщение, что 8-летняя Эмили Хэнд с израильско-ирландским гражданством была убита ХАМАСовцами. Узнав об этом, её отец Томас Хэнд отметил, что смерть его дочки — благословение, так как ей не пришлось испытывать муки, надругательства и пытки в плену, добавив: «Это даже хорошо, что моя малышка больше не в живых. Что бы ждало её в плену у этих нелюдей? Каждая минута её жизни там была бы наполнена страхом и болью». Однако почти через месяц, 5 ноября 2023 года, появилась информация, что она всё же, вероятно, среди заложников террористов в секторе Газа. 25 ноября её смогли обменять на трёх палестинских заключённых и вызволить из неволи. После освобождения Эмили премьер-министр Ирландии Лео Варадкар написал на своей странице в X: «Невинный ребёнок, который был потерян, теперь найден и возвращён, и мы вздохнули с облегчением. Наши молитвы были услышаны». Это заявление в Израиле восприняли с негодованием: «Эмили Хэнд не была „потеряна“. Она была жестоко похищена отрядами убийц, которые убили её соседей… Эмили не была „найдена“. ХАМАС всё это время знал, где она была, и цинично удерживал её в заложниках. И ХАМАС не услышал ваши молитвы. Он отреагировал на военное давление со стороны Израиля», — заявил пресс-секретарь израильского МИДа Илон Леви. Министр иностранных дел Израиля Эли Коэн вызвал к себе посла Ирландии для выговора.

### Похищенные и пропавшие без вести
Кроме этого террористы похитили десятки людей, которых они угнали в сектор Газа, в том числе целые семьи; на 27 октября были известны имена 20 похищенных в Беэри.
Среди пропавших без вести во время резни числилась канадско-израильская борец за мир Вивиан Сильвер; 13 ноября было объявлено об опознании её останков, найденных ранее на территории кибуца, по тесту ДНК.
16 ноября 2023 года солдаты Армии обороны Израиля нашли в Газе у больницы «Шифа» тело Юдит Вайс, которой было 64 года и которую похитили из кибуца Беэри. Её муж Шмуэль Вайс был жестоко убит террористами 7 октября.
1 декабря 2023 года стало известно, что убита Офра Кейдар, похищенная террористами из кибуца. Её мужа Сами Кейдара хамасовцы убили в безопасной комнате, а дочь Яэль Кейдар с небольшой умственной отсталостью смогла спрятаться и осталась сиротой.

## Последствия
24 октября 2023 года ЦАХАЛ успешно нейтрализовал Абеда аль-Рахмана, который был замом командира батальона Нусейрат, руководившего резнёй в Беэри.
22 ноября 2023 года в тоннеле под больницей Аль-Шифа была обнаружена сумка «60 лет Беэри».

## Память
7 ноября 2023 года по всему Израилю был объявлен «День гражданского траура».